# Гайсинський повіт
Гайсинський повіт — історична адміністративно-територіальна одиниця Подільської губернії Російської імперії. Повітовий центр — місто Гайсин.
Повіт межував на заході з Брацлавським на півдні з Ольгопільським, на південному сході з Балтським повітами Подільської губернії, на сході з Уманьським та на півночі з Липовецьким повітами Київської губернії. Загальна площа повіту становила 309 666 десятин (3 383 км²).

## Склад
Всіх поселень в повіті було 572, в тому числі 1 місто і 11 містечок (8 власницьких і 3 казенних).
Станом на 1885, 1895, 1905, 1913 повіт поділявся на 12 волостей: Гранівська, Кіблицька, Кисляцька, Краснопільська, М'якохідська (згодом Красносільська), Кунянська, Ладижинська, Нижчекропивнянська, Соболівська, Теплицька, Тернівська, Хащуватська та місто Гайсин з Гайсинськими хуторами.
Станом на 1886 рік налічував 134 сільських громад, 163 поселення у 12 волостях. Населення — 158 909 осіб (78698 чоловічої статі та 80211 — жіночої), 22 754 дворових господарства.
|                     | Площа, десятин | У тому числі орної, дес. |
| ------------------- | -------------- | ------------------------ |
| Сільських громад    | 152998         | 118633                   |
| Приватної власності | 123473         | 77438                    |
| Казенної власності  | 18541          | 1591                     |
| Іншої власності     | 8574           | 5841                     |
| Загалом             | 303586         | 203503                   |

Згідно з переписом населення Російської імперії 1897 року в повіті проживало 248 142 чоловік. З них 86,33 % — українці, 10,37 % — євреї, 1,88 % — росіяни, 1,23 % — поляки.
Станом на 1922 повіт поділявся на 14 волостей. До вже існуючих додалися дві волості: Джулинська і Севаст'янівська.